# Manuel Villacampa del Castillo
Manuel Villacampa del Castillo (Betanzos, 17 febbraio 1827 – Melilla, 12 febbraio 1889) è stato un generale spagnolo, autore del fallito sollevamento militare del 19 settembre 1886 che si prefiggeva il ripristino della Repubblica in Spagna.

## Biografia
Manuel Villacampa del Castillo era figlio del tenente colonnello di fanteria José Villacampa y Periel, fratello di Pedro Villacampa (1776-1854) Capitano Generale dell'esercito, che fu un eroe della Guerra d'indipendenza spagnola.
Appartenevano a una famiglia della piccola nobiltà originaria della provincia di Huesca in Aragona. I nonni paterni di Manuel erano Domingo Villacampa Guillén e Francisca Periel di Irun.
Rimasto orfano di padre nel 1836 fu iscritto dalla madre, Rosa del Castillo, alla scuola militare. Aveva due fratelli: Josè e Federico.
Era sposato con Matilde Morán da cui ebbe la figlia Emilia.
La sua tormentata carriera militare fu contrassegnata dal suo orientamento politico sempre contrario alla Monarchia che lo portò a intervenire attivamente in tutti i sollevamenti militari volti ad instaurare la Repubblica in Spagna a cominciare dalla rivoluzione nazionale del 1843 passando per quella del 1868, conosciuta come la “Gloriosa”, dove svolse un ruolo di primo piano a Granada, per finire a quello fallito del 1886, progettato e male organizzato da Manuel Ruiz Zorrilla, che lo vide sconfitto.
Dapprima condannato a morte, fu poi esiliato sull'isola di Fernando Poo e infine imprigionato a Melilla in Africa dove giunse il 15 febbraio 1887 morendovi due anni dopo.
Sua figlia Emilia, donna di forte carattere, lo assistette durante la sua penosa prigionia a Melilla lottando strenuamente per alleviargli le sofferenze del carcere e le umiliazioni a cui era sottoposto.
Le sue memorie sulla vita del padre sono conservate presso l'Istituto di Storia Militare e poche altre inedite notizie si trovano nell'Archivio Generale dell'amministrazione statale.
Manuel Villacampa del Castillo fu sepolto nel vecchio cimitero di San Carlos di Melilla da cui i suoi resti furono traslati nel nuovo cimitero nel 1904 dove tuttora sussiste il suo modesto loculo la cui lapide però, a dispetto del tempo e dell'oblio degli uomini, mani pietose ancora oggi tengono pulita.
Fece parte della Massoneria.